# 니오 EP9
니오 EP9(영어: Nio EP9, 중국어: 蔚來 EP9)은 니오에서 2016년부터 생산 중인 스포츠카이다. 차명인 EP9은 Electric Performance 9의 약자이다.

## 역사
18개월 만에 개발 및 제작된 EP9는 영국 런던의 Saatchi Gallery에서 데뷔하였다.
6대의 EP9이 각각 £ 2,500,000에 니오 투자자에게 판매되었다. 니오는 10대의 추가 EP9이 일반 대중에게 판매될 것이라고 발표했다.

## 사양
EP9의 각 휠에는 자체 모터와 변속기가 있으며, 총 출력은 1MW (1,341hp, 1,360PS)이다.

## 디자인

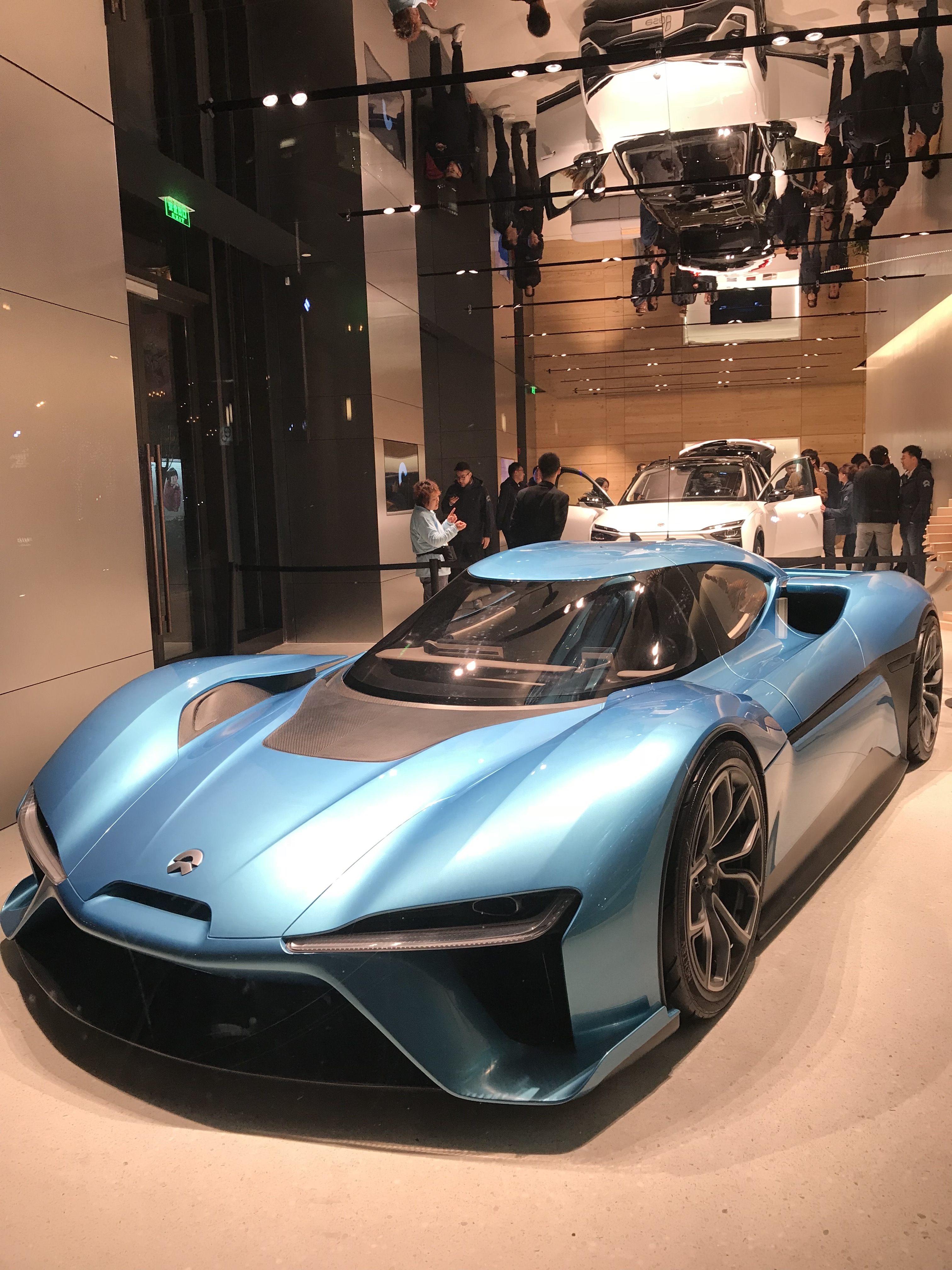
니오 EP9

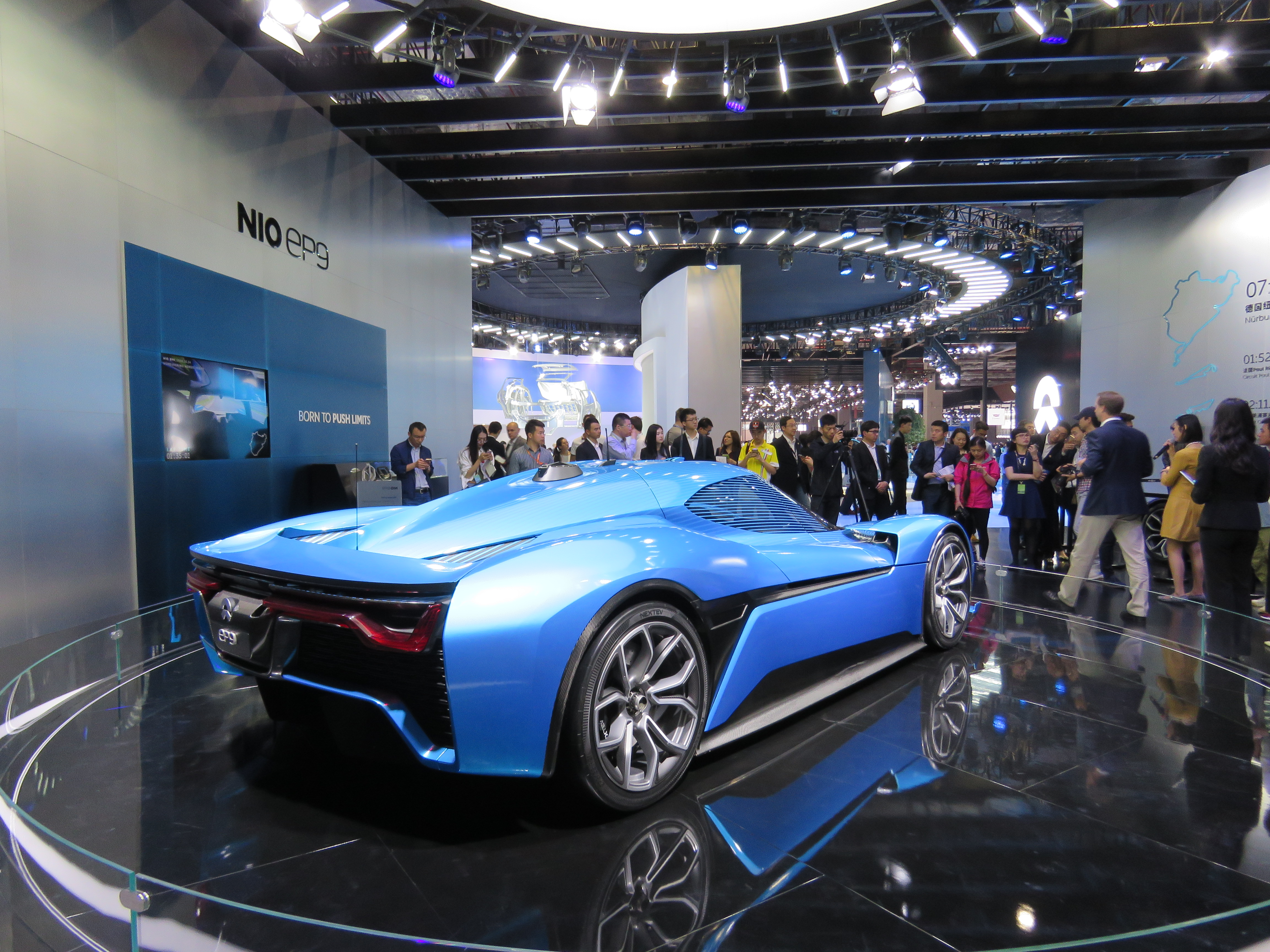
니오 EP9의 후면부

EP9의 수석 디자이너는 데이비드 힐튼으로 니오의 전 수석 디자인 디렉터이기도 하였다.

### 내부
외부 및 섀시와 같은 내부는 전적으로 탄소 섬유로 만들어진다.

## 성능
EP9는 0에서 100 km/h (62 mph)에서 2.7초, 200 km/h (124 mph)에서 7.1초, 300 km/h (186 mph)에서 15.9초까지 달성할 수 있으며, 최고 속도는 350 km/h (217 mph)이다.

## 세계 기록
| 트랙                    | 경신 기록                       | 각주        |
| ----------------------- | ------------------------------- | ----------- |
| 서킷 파울 리카드        | 1:52.78                         | [ 5 ]       |
| 서킷 오브 더 아메리카스 | 2:11.30 (driver) 2:40.33 (auto) | [ 6 ] [ 7 ] |
| 상하이 국제 서킷        | 2:01.11                         | [ 8 ]       |

## 비디오 게임에서의 등장
- 아스팔트 8: 에어본
- 아스팔트 9: 레전드
- 포르자 호라이즌 5

## 같이 보기
- 아스파크 아울
- 테슬라 로드스터
- 리막 컨셉 원
- 폭스바겐 I.D. R
- 로터스 에바이야